# Лопе Диас III де Аро
Лопе Диас III де Аро (исп. Lope Díaz III de Haro; ? — 8 июня 1288, Альфаро) — испанский аристократ и глава дома Аро, 8-й сеньор Бискайи (1254—1288). Эту должность он получил по наследству после смерти своего отца. Был убит после неудачного покушения на короля Кастилии Санчо IV.

## Происхождение
Сын Диего Лопеса III де Аро (? — 1254), 7-го сеньора Бискайи (1236—1254), и Констанции де Беарн. Его дедом и бабкой по материнской линии были Гильом II де Монкада, виконт Беарнский, и его жена Гарсенда Прованская. Его дедом и бабкой по отцовской линии были Лопе Диас II де Аро (ок. 1170—1236), 6-й сеньор Бискайи (1214—1236), и Уррака Альфонсо де Леон, незаконнорожденная дочь короля Альфонсо IX Леонского. Лопе был старшим из пяти братьев и сестер, включая Терезу де Аро, которая объединила семью Аро с домом Лары, и Диего Лопеса V де Аро, который умер во время осады Альхесираса в 1310 году.

## Биография
Лопе вступил во владение титулом сеньора Бискайи в 1254 году, будучи еще несовершеннолетним после смерти своего отца. Из-за неестественной смерти отца и того факта, что его отец активно поддерживал свержение короля Кастилии Альфонсо X и присягнул на верность королю Наваррскому, воспитатели Лопе привезли мальчика в Эстелья-Лизарру, где он тоже предложил свои услуги королю Наварры.
После долгого молчания Лопе примирился с королем Кастилии Альфонсо X, который восстановил Лопе в правах сеньора де Аро — привилегии, которой лишился его отец. Лопе поступил на службу к инфанту Фернандо де ла Серда, старшему сыну короля Альфонсо X. Однако Фернандо умер в 1275 году, что поставило под сомнение его права на престолонаследие. Споры возникли между двумя его сыновьями: Альфонсо де ла Серда и Санчо де ла Серда, которые начали бороться за власть и влияние в Кастильском королевстве. Лопе решил поддержать Санчо, что оказалось весьма разумным ходом.
4 апреля 1284 года король Альфонсо X Кастильский скончался, и Санчо IV Кастильский был провозглашен новым королем Кастилии. Санчо IV был женат на Марии де Молина, сестре жены Лопе Диаса, сеньора Бискайи. Эта удача сделала Лопе очень могущественным человеком, заработав сеньору Бискайи дополнительные титулы майордома королевства, канцлером и главным знаменосцем, и стал правителем территории от Бургоса до Кантабрии. В 1287 году Лопе Диас де Аро был регентом королевства Кастилия вместе с епископом Асторги Мартином Гонсалесом.

## Смерть
Вскоре другие дворяне Кастилии стали завидовать огромной власти Лопе Диаса де Аро и его влиянию на монарха. Ситуация достигла критической точки 8 июня 1288 года в городе Ла-Риоха под названием Альфаро. Во время встречи с королем Санчо IV Лопе Диас III де Аро вступил в спор с Хуаном Альфонсо Лопесом де Аро I, дворянином того же дома Аро, носившим титул сеньора де Камерос. Этот спор якобы привел к тому, что Лопе вытащил нож и угрожал жизни короля. По приказу монарха Кастилии Лопе Диас де Аро был немедленно казнен.

## Брак и потомство
Он женился на Хуане Альфонсо де Молина (1244/1245 — после 1307), дочери Альфонсо де Молина (1202—1272) и Терезы Гонсалес де Лара (1220—1246), племяннице короля Альфонсо IX Леонского и сестре жены короля Санчо IV Кастильского. Он женился на Хуане без согласия короля, что в то время считалось большим оскорблением. Свадьба состоялась в монастыре Санта-Мария и Сан-Андрес. У супругов было двое детей:
- Диего Лопес IV де Аро (? — 1289), 9-й сеньор Бискайи (1288—1289), который сменил своего отца на посту сеньора Бискайи и главы дома Аро. После его смерти между дядей Диего Лопесом V де Аро по отцовской линии и его сестрой Марией II Диас де Аро, которую поддерживали её муж и король Альфонсо X, разгорелась борьба за престолонаследие.
- Мария II Диас де Аро (1274—1342), сеньора Бискайи (1289—1295, 1310—1322, 1326—1334). Была замужем за инфантом Хуаном Кастильским (1262—1319), пятым сыном Альфонсо X, короля Кастилии и Леона. Она стала сеньорой де Бискайя в 1310 году, после смерти своего дяди по отцовской линии Диего Лопеса V де Аро, с которым она боролась за титул. Диего V добился успеха в своих попытках захватить власть после смерти Диего Лопеса IV де Аро. Мария была матерью Хуана де Аро «Эль Туэрто», который был убит в Торо в 1326 году по приказу короля Кастилии Альфонсо XI.